# یواس‌اس اینکا (۱۸۹۸)
یواس‌اس اینکا (۱۸۹۸) (به انگلیسی: USS Inca (1898)) یک کشتی بود که طول آن ۱۱۴ فوت (۳۵ متر) بود. این کشتی در سال ۱۸۹۸ ساخته شد.